# Évariste (martyr)
Pour les articles homonymes, voir Évariste.
Saint Évariste et ses compagnons auraient été martyrisés en Crète du temps de l'empereur Dèce (IIIe siècle). Les neuf autres martyrs s'appelaient Théodule, Saturnin, Euporus, Gélase, Eunicien, Zotique, Cléomène, Agatope et Basilide. On situe la date de leur mort en 250. Fête le 23 décembre.
Les dix martyrs, ayant refusé de vénérer les dieux romains, eurent à subir de nombreux supplices avant d'être décapités. La légende veut qu'ils aient vécu leur martyre dans la joie, fiers de mourir pour Dieu. Comme chacun voulait mourir le premier, Théodule les aurait rangés par ordre avant qu'ils soient livrés à leurs bourreaux.